# Robert Fux

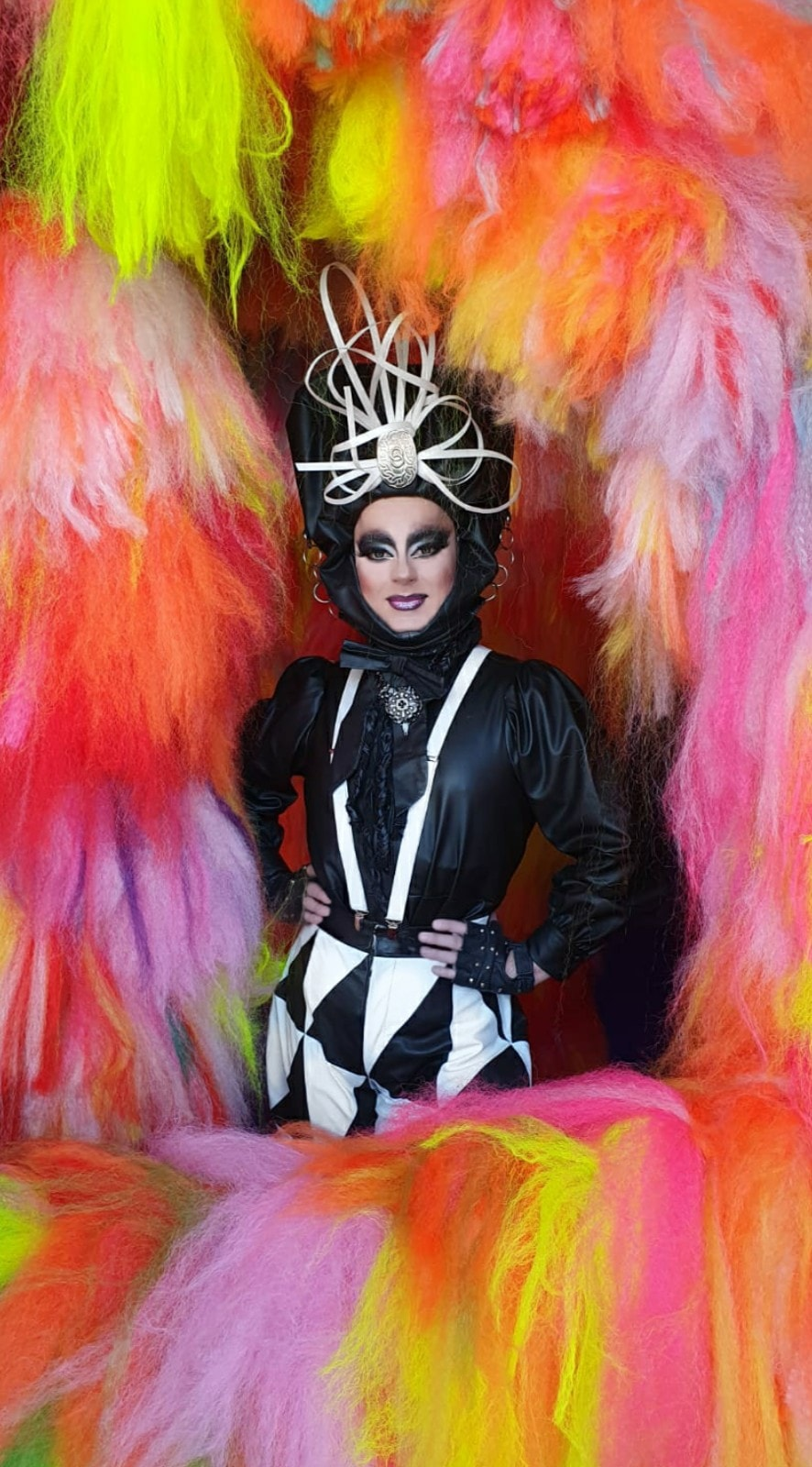
Robert Fux i drag.

Robert Claus Johan Fux, född 15 maj 1979 i Kalmar, är en svensk skådespelare, dragartist, manusförfattare och queerprofil.
Han tillhör Stockholms stadsteaters fasta ensemble.

## Biografi
Robert Fux växte upp på landet utanför Kalmar och i Wien, Österrike och har sex syskon. Han är utbildad vid Teaterhögskolan i Stockholm. 

## Teater
Robert Fux har varit knuten till Stockholms Stadsteater sedan 2011 och tillhör sedan 2015 teaterns fasta ensemble vid Sergels torg men har erfarenhet från flera olika scener.
Han har kritikerrosats i flera monologer på Stadsteatern, till exempel Virginia Woolfs Orlando, Ansvaret är vårt/Tingsten och det svenska uruppförandet av Bertha von Suttners klassiska antikrigsroman Ned med vapnen!.
Robert Fux har arbetat på med flera fria grupper som Strindbergs Intima Teater, Teater Brunnsgatan Fyra
och Orionteatern. Han har spelat i föreställningar på Åbo Stadsteater, Södra Teatern samt Riksteatern/JAM där han skrivit och turnerat med
produktionerna Tro, Hopp och Skönhet – ett ramaskri, samt Fux & Originalljudet. År 2015 skrev han balettlibrettot "Freuds anatomiska teater" för Kungliga Operan tillsammans med regissören Carolina Frände.
2018 var Fux Bergmanstipendiat och arbetade med ett projekt som undersökte och kopplade ihop filmiska femininiteter med den karga floran på Fårö.
Fux är sedan 2019 knuten till Nationalmuseum som skådespelare där han arbetar med frågor som rör ungas delaktighet, konstkanon och kulturarv, bland annat med föreställningen "Transformationer" och som karaktären "Superintendenten Arva".
Fux har varit ordförande i Artistklubben på Stadsteatern samt ledamot i referensgruppen för den fria scenkonsten på Statens Kulturråd.
2021 hade han premiär på sin egenskrivna turnerande monomologmusikal "Dragshow – en näradödenupplevelse" som undersöker hantverket dragshow. Föreställningen togs fram som en del i ett "artist in residence" på Vara konserthus.

### Roller (ej komplett)
| År   | Roll                               | Pjäs                                                                     | Regissör           | Scen                                      |
| ---- | ---------------------------------- | ------------------------------------------------------------------------ | ------------------ | ----------------------------------------- |
| 2006 | Dag Hammarskjöld                   | Hammarskjölds sista resa eller jag hatar demokrati                       | Stina Oscarsson    | Orionteatern                              |
| 2007 |                                    | Räven som slukade böcker Franziska Biermann                              | Stina Oscarsson    | Stockholms stadsteater                    |
| 2008 |                                    | Salong Giraff                                                            |                    | Stockholms stadsteater                    |
| 2011 | I rollen                           | Sugarstar Sockerstjärna Åsa Lindholm                                     | Carolina Frände    | Stockholms stadsteater                    |
| 2011 | Gullspira                          | Barnen ifrån Frostmofjället Laura Fitinghoff                             | Carolina Frände    | Stockholms stadsteater                    |
| 2012 | Orlando                            | Orlando Virginia Woolf                                                   | Carolina Frände    | Stockholms stadsteater                    |
| 2014 | Herbert Tingsten                   | Ansvaret är vårt – Tingsten Joakim Sten                                  | Carolina Frände    | Kulturhuset Stadsteatern                  |
| 2014 | Bill Cracker                       | Happy End Dorothy Lane, Kurt Weill och Bertolt Brecht                    | Carolina Frände    | Kulturhuset Stadsteatern                  |
| 2015 | Konferencieren                     | Cabaret John Kander, Fred Ebb och Joe Masteroff                          | Ronny Danielsson   | Kulturhuset Stadsteatern                  |
| 2016 | Koreografen                        | Maratondansen (They Shoot Horses Don't They?) Horace McCoy               | Kenneth Kvarnström | Kulturhuset Stadsteatern                  |
| 2016 | Tybalt                             | Romeo och Julia (The Tragedy of Romeo and Juliet) William Shakespeare    | Linus Tunström     | Kulturhuset Stadsteatern                  |
| 2017 |                                    | Främlingsleguanen Martina Montelius                                      | Natalie Ringler    | Teater Brunnsgatan Fyra                   |
| 2017 | Ulli Lerch                         | Lite lugn före stormen (Ein bisschen Ruhe vor dem Sturm) Theresia Walser | Dennis Sandin      | Kulturhuset Stadsteatern                  |
| 2017 | Pickering                          | My Fair Lady Alan Jay Lerner och Frederick Loewe                         | Elise Kragerup     | Kulturhuset Stadsteatern                  |
| 2018 | I rollen (monolog)                 | Ned med vapnen! (Die Waffen nieder!) Bertha von Suttner                  | Nora Nilsson       | Kulturhuset Stadsteatern                  |
| 2019 | Claire                             | Jungfruleken (Les Bonnes) Jean Genet                                     | Richard Turpin     | Kulturhuset Stadsteatern/ Teater Giljotin |
| 2020 | Medverkande                        | Det stora teaterkalaset Calle Norlén                                     | Sissela Kyle       | Kulturhuset Stadsteatern                  |
| 2021 | Konferencieren                     | Almstriden                                                               | Hans Marklund      | Kulturhuset Stadsteatern/ Parkteatern     |
| 2021 | I rollen (monolog)                 | Dragshow – en näradödenupplevelse Robert Fux                             |                    | Vara Konserthus                           |
| 2022 |                                    | Brats Carnival                                                           |                    | Riksteatern                               |
| 2023 | Puck                               | En midsommarnattsdröm Benjamin Britten                                   | Tobias Theorell    | Kungliga Operan                           |
| 2023 | Rektor Agatha Trunchbull           | Matilda the Musical Tim Minchin och Dennis Kelly                         | Fredrik Rydman     | Kulturhuset Stadsteatern                  |
| 2024 | Jamie                              | Company Stephen Sondheim och George Furth                                | Maria Sid          | Kulturhuset Stadsteatern                  |
| 2025 | Josef II av Österrike (Understudy) | Amadeus Peter Shaffer                                                    | Sunil Munshi       | Kulturhuset Stadsteatern                  |

## TV och film
Robert Fux har gjort ett flertal tv-framträdanden men också medverkat i långfilmen Dyke Hard (2014), tv-serierna Full Patte i SVT samt tv-serien Robssons i C-More. Han medverkade även i en cameoroll i långfilmen Dancing Queens i regi av Helena Bergström
Sedan 2023 är han programledare för Drag Race Sverige.

## Show
Robert Fux började uppträda i drag som 17-åring. 1999 vann han dragqueentävlingen Miss Pride och började uppträda på nattklubbar. Han var en av medlemmarna i dragperformancegruppen Cunigunda som turnerade i Sverige och utomlands. Gruppen var en utbrytargrupp från After Dark och många av medlemmarna var med i båda grupperna samtidigt. Cunigundas shower kännetecknades av extrema scenkostymer, hård klubbmusik och nära publikkontakt.
År 2002 startades sidogruppen "Cunigundas Mammor" som uppträdde och samlade in pengar till välgörenhet genom bingoshower. Det var första gången "drugbingo" arrangerades i Sverige och konceptet drog årligen enorm publik på Stockholm Pride där alla pengar oavkortat gick till HIV/AIDS-stöd genom organisationen Posithiva Gruppen. Mammorna gav också ut äventyrsboken "Kidnappningen", spelade in konstfilm på Millesgården och skapade en utställning med bingotema på Kulturhuset i Stockholm.
Fux var återkommande konferencier och en av de drivande krafterna i burleskklubben "Hootchy Kootchy Club" på Södra Teatern i Stockholm. Klubben bokade drag- och burleksartister från hela världen bland andra Taylor Mac, Scotty the blue Bunny och Julie Atlas Muz. År 2011 gavs boken "Burleska bastarder: sagan om Hootchy Kootchy Club och den udda familjen vid regnbågens ände" ut om klubbens historia.
Robert Fux var med och drev nattvarietén Salong Giraff med regissören Viktoria Dalborg och regissören Stina Oscarson som samlade artister från hela Sverige. Showen spelade främst på Orionteatern och blev snabbt ett omskrivet och välbesökt fenomen i huvudstaden. Salong Giraff spelade även återkommande på Folkoperan och Parkteatern.
2009 hamnade Robert på fjärde plats bland "Årets 50 största stockholmshjältar" i Dagens Nyheter för sina insatser som konferencier för nattvarietén.
Han startade scenkonstkollektivet "Tre Björnar och en utter" tillsammans med koreografen Carl Olof Bergh, skådespelaren Per Öhagen och medieprofilen Farao Groth. I showföreställningen "Bögar är inte solidariska" som spelades på Teater Scenario och Pusterviksteatern i Göteborg undersöktes identitet, performativitet och HBTQ-gemenskap.
Tillsammans med producenten Daniel Sallmander grundade Fux "Burleskgalan" för Stockholm Pride.
"Salong Fux" hade premiär 2019 på Parkteatern och spelade återkommande i Slakthusområdet med ett flertal svenska och utländska artister. Showen skapades i samarbete med produktionsplattformen Follow Rabbit. År 2022 turnerar Robert Fux med Riksteatern i föreställningen "Brats Carnival" tillsammans med det australiska drag- och varietékompaniet Briefs International.

## Radio
Robert Fux började som återkommande krönikör i Morgonpasset i P3 som skvallertanten "Madame Reuter" 2001 där han förvrängde och gestaltade aktuellt kändisskvaller från
kvällspress och magasin. Han var en av ursprungsmedlemmarna i programmet P3 Homo som sändes 2001–2005 och gjorde valintervjuer, livesända reportage, krönikor och skrev sketcher.
Fux startade 2012 satirprogrammet Surdegshotellet i P1 tillsammans med Shima Niavarani, Alexander Salzberger, David Rangborg, Emelie Rosenqvist och Magnus Lindman. Programmet började som sommarvikarie till satirprogrammet Public Service innan det blev återkommande i tablån. I programmet var Fux programledare,
sketchförfattare och medverkande. Han har även skrivit manus samt medverkat i Radioteaterns nyårsrevyer i P1.
Fux har även vikarierat för Lantz i P1 tillsammans med Tiina Rosenberg. 2019–2021 var Robert Fux varit programledare tillsammans radiojournalisten Marie Lundström för den livesända Litteraturgalan i P1. Han har även varit återkommande uppläsare i P1 när årets Nobelpristagare i litteratur tillkännages

## Konferencier
Robert Fux har varit konferencier för ett flertal stora galor, prisutdelningar och event, bland annat Årets Byrå, Tidningarnas Branschdagar och återkommande för Expressens Kulturfest.
Han har varit Stockholm Prides officiella paradutropare sedan 2007 tillsammans med Tasso Stafilidis.

## Nattliv
Robert Fux har drivit och uppträtt på ett flertal kända klubbar, bland annat Regnbågsrummet,varit stående värdinna på gayklubben RIO, och drivit egna konceptet "Casa Hysterica".
Han startade Sveriges första öppna scen för dragshow "Dragcirkus", och var en av grundarna till klubbkonceptet Blacklight. Fux uppträdde regelbundet på gayklubben Paradise på Kolingsborg, och var sista värdinnan på Kolingsborg innan hela byggnaden revs för att göra plats åt nya Slussen.

## Priser och utmärkelser
- 2007 — Barometern OT's stora kulturpris[58]
- 2008 — Rebells artistpris[59]
- 2014 — Medeapriset[60]
- 2022 – Ganneviksstipendiet[61]
- 2023 — Kalmar kommuns kulturpris[62]
- 2024 – Svenska Dagbladets Thaliapris[63]

Robert Fux nominerades 2012 till Svenska kritikerpriset för sin rolltolkning som Gullspira i
"Barnen ifrån Frostmofjället"  samt 2015 och 2024 till Dagens Nyheters kulturpris för sitt
porträtt som tidningsmannen Herbert Tingsten i "Ansvaret är vårt/Tingsten". DN kallade det 2015:
| ” | en verbal och fysisk metamorfos av sällan skådad slag, /.../ ingenting annat än en mästerlig uppvisning i teatermonologens svåra konst. | ” |